# Whisky a Go Go (canção)
"Whisky a Go-Go" é uma canção brasileira composta pela dupla Michael Sullivan e Paulo Massadas e gravada pelo grupo Roupa Nova, em 1984.

## História
A canção é uma homenagem ao cantor e compositor estadunidense Johnny Rivers. Quando atuavam como crooners em bailes e boates, Michael Sullivan e Paulo Massadas costumavam receber pedidos do público para tocar canções de Rivers. O título “Whisky a Go Go” é uma referência direta à famosa casa de espetáculos Whisky a Go Go, localizada na Sunset Strip em West Hollywood, onde o cantor gravou diversos álbuns ao vivo e de grande popularidade na década de 1960.
A letra de “Whisky a Go Go” descreve um romance fantasioso tendo como ambiente uma festa de época com cuba libre, vitrola e som à meia-luz. O refrão faz referência à canção "Do You Wanna Dance?", canção de Rivers que fez muito sucesso no Brasil.
Sullivan e Massadas apresentaram a canção ao grupo carioca Roupa Nova, que foi lançada no disco de 1984. Segundo Michael Sullivan, no início, o Roupa Nova não gostou da música: "eles acharam muita festa, porque eles vinham do baile (..) mas acabou que nós insistimos, a gravadora insistiu, e todo mundo, a direção artística, o Nelson Coelho, todo mundo insistiu que a música era legal (...) e eles acabaram gravando a música.".
Quando “Whisky a Go Go” já contabilizava dois meses de sucesso nas rádios brasileiras, José Bonifácio de Oliveira Sobrinho, o Boni da Rede Globo, resolveu adotar-lhe o tema de abertura numa telenovela, cujo título, já escolhido, seria trocado por Um Sonho a Mais, em razão do último verso da música ("um sonho a mais não faz mal").

## Regravações
- Tânia Mara, em seu álbum Louca Paixão (álbum) de 2005
- KLB, em seu álbum KLB Bandas de 2007
- Carlinhos Brown, para o álbum Mais Forte Que o Tempo de 2013 (em tributo a Michael Sullivan).[8]
- Inimigos da HP
- Nando Reis
- Corpo e Alma